# Feggesund Færgekro
Feggesund Færgekro er en kro beliggende på Mors’ nordligste spids i umiddelbar nærhed af færgelejet til Feggesund Færgefart – lige ud til Limfjorden og med udsigt til Thy. 
Der er blevet drevet kro på stedet siden ca. 1677, og kroen har på et tidspunkt været Kgl. Privilegeret Kro. 
Fra 1854 til ca. 1870 søgtes i Feggeklit-området at etablere en større handelsstation "Christiansholm", som bl.a. omfattede landbrug, kro, købmandsgård, grovvarehandel, pakhuse, bageri, smedje, teglværk, fiskeri, befordringscenter med færge, anløbssted for dampskibe og postekspedition. Ideen var en egentlig bydannelse i området, men planerne slog fejl, og i dag er der ingen rester tilbage af aktiviteterne.[kilde mangler]
Den nuværende kro blev bygget i 1889.